# Mikalojus Konstantinas Čiurlionis
Mikalojus Konstantinas Čiurlionis (født 22. september 1875, død 10. april 1911) var en litauisk komponist og maler. Hans mest kendte musikalske kompositioner er nok de symfoniske digte I skoven og Havet. De er begge to i et senromantisk tonesprog.
Som maler var Čiurlionis symbolist med rødder i litauisk mytologi, og hans malerier var til dels opbygget efter musikalske formprincipper.

## Biografi
Mikalojus Konstantinas Čiurlionis blev født i Varėna som den ældste af hans far, Konstantinas', og mor, Adeles, ni børn. Ligesom mange uddannede litauere talte Čiurlionis' familie polsk, og han lærte først flydende litauisk efter mødet med sin forlovede. I 1878 flyttede familien til Druskininkai, hvor hans far blev byens organist.
Čiurlionis var et musikalsk vidunderbarn: han kunne spille efter gehør i en alder af tre år og kunne læse noder i en alder af syv år. Tre år efter folkeskolen begyndte han i Prins Michał Ogiński musikskole, hvor han lærte at spille flere orkesterinstrumenter fra 1889 til 1893. Čiurlionis studerede klaver og komposition ved Warszawa konservatorium fra 1894 til 1899. Til sin eksamen i 1899 skrev han en kantate for blandet kor og orkester med titlen De Profundis. Senere deltog han i kompositionsforelæsninger på Leipzig konservatorium (1901-1902) og studerede tegning på Warszawa kunstakademi fra 1904 til 1906. Efter den russiske revolution 1905, der resulterede i lempelse af den kulturelle undertrykkelse af de nationale mindretal i det russiske imperium, begyndte han at betragte sig som litauer.
Han var en af initiativtagerne til og deltager i den første udstilling af litauisk kunst, der afholdtes i 1907 i Vileišis Palæ, Vilnius. Kort efter denne begivenhed blev den litauiske kunstforening grundlagt, og Čiurlionis var et af de 19 stiftende medlemmer.
I 1907 mødte han kunstkritikeren Sofija Kymantaitė (1886-1958). Gennem denne forbindelse lærte Čiurlionis at tale bedre litauisk. Tidligt i 1909 giftede han sig med Sofija. Senere på året rejste han til Skt. Petersborg, hvor han udstillede nogle af sine malerier. Juleaften 1909 blev Čiurlionis ramt af dyb depression, og i begyndelsen af 1910 blev han indlagt på et sanatorium i Pustelnik, i Marki, nordøst for Warszawa. Mens han var patient dér, døde han af lungebetændelse i 1911, 35 år gammel. Han er begravet på Rasos-kirkegården i Vilnius. Han så aldrig sin datter Danutė (1910-1995).
Čiurlionis følte, at han opfattede farver og musik på samme tid. Mange af hans malerier bærer navnene på musikstykker: sonate, fuga, og præludium, som for eksempel SONATA VI.

## Kompositioner
Hans mest opførte kompositioner er blandt andet:
- Miške (I skoven), symfonisk digt for orkester (posthumt)
- Jūra (Havet), symfonisk digt for orkester (posthumt)
- Karalaitės kelionė: Pasaka (Prinsessens rejse: Et eventyr)
- Folkesange for kor

## Malerier
Nogle af Mikalojus Konstantinas Čiurlionis' malerier er disse:
- Zodiac cyklus:
Sagittarius (1907)
- Havsonaten:
 Finale (1908)
- Skabelse af verden X
(1906-1907)
- Dag (1904)